# Messe votive
Une messe votive est une messe dédiée à une dévotion particulière et qui n’est pas de l’office du jour.
Dans l'Église catholique, elle peut être notamment célébrée en l'honneur des âmes des défunts que l'on croit être au Purgatoire. Cette fonction religieuse sert à accélérer le temps passé par les âmes au Purgatoire afin qu'elles puissent être admises au Paradis en présence de Dieu.
Le canon V de la 22e session du Concile de Trente stipule que:
"5. Si quelqu’un dit que c’est une imposture de célébrer la messe en l’honneur des saints et pour obtenir leur intercession auprès de Dieu, comme l’entend l’Église : qu’il soit anathème."
Le sacrifice de la messe console les âmes du purgatoire. La Sainte Messe répand les fruits de la Passion du Christ et tous les bienfaits du Ciel sur les pécheurs.
Selon la doctrine catholique, tout saint peut prier Dieu d'intercéder avec sa grâce divine en faveur de toute âme humaine vivante, mais dans un ordre hiérarchique de pouvoir d'intercession : d'abord Jésus-Christ, par le biais de la Messe (culte), ensuite la Bienheureuse Vierge Marie (hyperdulie), le Très Chaste Saint Joseph, la hiérarchie des anges et, enfin, les autres saints.
La réduction du temps de séjour des âmes au Purgatoire peut également être obtenue par certaines prières d'intercession auxquelles les papes ont accordé au fil des siècles une indulgence partielle ou plénière.